# Mary Mouser
Mary Matilyn Mouser (Pine Bluff, 9 mei 1996) is een Amerikaanse actrice.

## Carrière
Mouser begon in 2004 als jeugdactrice met acteren in de televisieserie Without a Trace, waarna zij nog meerdere rollen speelde in televisieseries en films. Zij is vooral bekend van haar rol als Lacey Fleming in de televisieserie Body of Proof, waar zij in 36 afleveringen speelde (2011-2013). Zij werd in 2008 tweemaal genomineerd voor een Young Artist Award, voor haar rol in de film A Stranger's Heart en voor haar rol in de televisieserie Life Is Wild. 

## Filmografie

### Films
- 2019: Gates of Darkness - als Michelle
- 2015: Field of Lost Shoes - als Libby Clinedinst
- 2014: Alexander and the Terrible, Horrible, No Good, Very Bad Day - als Audrey Gibson
- 2014: Saint Francis - als Kimberly Quinlan
- 2013: Walking with Dinosaurs 3D - als dinosaurus met ID kaart (stem)
- 2013: Medeas - als Ruth
- 2012: Frenemies - als Savannah O'Neal / Emma Reynolds
- 2011: All Kids Count - als Carla
- 2009: The Hole - als Annie
- 2008: Ball Don't Lie - als Julia
- 2008: Delgo - als baby Delgo (stem)
- 2008: Dragon Hunters - als Zoé (stem)
- 2007: A Stranger's Heart - als Cricket
- 2007: LA Blues - als Sara
- 2006: Mr. Fix It - als Christine Pastore
- 2006: Mindy and Brenda - als jong meisje
- 2005: Son of the Mask - als Alvey Avery (stem)

### Televisieseries
Uitgezonderd eenmalige gastrollen.
- 2018-2025: Cobra Kai - als Samantha LaRusso - 51 afl.
- 2016: Freakish - als Mary Jones - 5 afl.
- 2014-2015: Scandal - als Karen Grant - 2 afl.
- 2013-2015: The Fosters - als Sarah Lewis - 3 afl.
- 2011-2013: Body of Proof - als Lacey Fleming - 36 afl.
- 2005-2012: NCIS - als Kelly Gibbs - 9 afl.
- 2007-2008: Life Is Wild - als Mia Weller - 13 afl.
- 2006-2007: Me, Eloise - als Eloise - 6 afl.

- Gemeinsame Normdatei: 1062141962
- International Standard Name Identifier: 0000 0000 6521 7121
- Library of Congress Control Number: no2009106430
- Virtual International Authority File: 91142818
- WorldCat: E39PBJpdQKRF6bvvhr8RKGfg8C